# Piz Calderas
Il Piz Calderas (3.397 m s.l.m.) è una montagna delle Alpi dell'Albula nelle Alpi Retiche occidentali.

## Descrizione
Si trova nello svizzero Canton Grigioni tra i comuni di Surses e Bever. A sud della montagna si trova il ghiacciaio Vadret Calderas mentre a nord il Vadret d'Err.
Il Rifugio Jürg Jenatsch (2.625 m) è il punto di partenza per diverse vie di salita.